# Cohors I Lemavorum
Die Cohors I Lemavorum [civium Romanorum] (deutsch 1. Kohorte der Lemaver [der römischen Bürger]) war eine römische Auxiliareinheit. Sie ist durch Militärdiplome und Inschriften belegt.

## Namensbestandteile
- Lemavorum: [der] Lemaver. Die Soldaten der Kohorte wurden bei Aufstellung der Einheit aus dem Volksstamm der Lemaver auf dem Gebiet des conventus Lucensis rekrutiert.[1] (siehe auch Gallaecia und Gallaeker)

- civium Romanorum: der römischen Bürger bzw. mit römischem Bürgerrecht. Den Soldaten der Einheit war das römische Bürgerrecht zu einem bestimmten Zeitpunkt zwischen 88 und 109 n. Chr. verliehen worden, wahrscheinlich während der Regierungszeit Trajans.[1] Für Soldaten, die nach diesem Zeitpunkt in die Einheit aufgenommen wurden, galt dies aber nicht. Sie erhielten das römische Bürgerrecht erst mit ihrem ehrenvollen Abschied (Honesta missio) nach 25 Dienstjahren.

Da es keine Hinweise auf die Namenszusätze milliaria (1000 Mann) und equitata (teilberitten) gibt, ist davon auszugehen, dass es sich um eine reine Infanterie-Kohorte, eine Cohors (quingenaria) peditata, handelt. Die Sollstärke der Einheit lag bei 480 Mann, bestehend aus 6 Centurien mit jeweils 80 Mann.

## Geschichte
Der erste Nachweis in der Provinz Mauretania Tingitana beruht auf einem Militärdiplom, das auf das Jahr 88 n. Chr. datiert ist. In dem Diplom wird die Kohorte als Teil der Truppen (siehe Römische Streitkräfte in Mauretania) aufgeführt, die in der Provinz stationiert waren. Weitere Diplome, die auf 109, 114/117, 121/122, 122, 128/133, 131, 135, 153, 156/157, 161 und 162/203 datiert sind, belegen die Einheit in derselben Provinz.

## Standorte
Standorte der Kohorte in Mauretania Tingitana waren möglicherweise:
- Sala Colonia (Chellah)

## Angehörige der Kohorte
Folgende Angehörige der Kohorte sind bekannt.

### Kommandeure
- [Fl]avius Quadratus Laet[ianus], ein Präfekt (CIL 8, 11176)

### Sonstige
| - Lucanus, ein Centurio (AE 1983, 996) | - Valeri Vetonis, ein Soldat (AE 1983, 996) |